# Audre pasquita
Audre pasquita är en fjärilsart som beskrevs av Hans Ferdinand Emil Julius Stichel 1916. Audre pasquita ingår i släktet Audre och familjen Riodinidae. Inga underarter finns listade i Catalogue of Life.